# Niwa (Opole)
Pour les articles homonymes, voir Niwa.
Niwa est une localité polonaise du gmina de Lewin Brzeski, située dans le powiat de Brzeg (voïvodie d'Opole).